# Frederick Converse
Frederick Shepherd Converse, född 5 januari 1871 i Newton i Massachusetts, död 8 juni 1940, var en amerikansk kompositör.
Converse var elev till bland andra John Knowles Paine och George Chadwick, samt senare till Josef Gabriel Rheinberger i München. Han var senare verksam som professor i musikteori och komposition vid New England conservatory of music i Boston. Converses tonsättningar, senare allt mer modernistiska, utgjordes av operor, körverk, symfonier och andra orkesterverk, kammarmusik och sånger. Bland hans främsta verk märks orkesterfantasin The mystic trumpeter och oratoriet Job.